# Indialantic
Indialantic es un pueblo ubicado en el condado de Brevard en el estado estadounidense de Florida. En el Censo de 2010 tenía una población de 2.720 habitantes y una densidad poblacional de 799,85 personas por km².

## Geografía
Indialantic se encuentra ubicado en las coordenadas 28°5′10″N 80°34′6″O / 28.08611, -80.56833. Según la Oficina del Censo de los Estados Unidos, Indialantic tiene una superficie total de 3.4 km², de la cual 2.52 km² corresponden a tierra firme y (25.82%) 0.88 km² es agua.

## Demografía
Según el censo de 2010, había 2.720 personas residiendo en Indialantic. La densidad de población era de 799,85 hab./km². De los 2.720 habitantes, Indialantic estaba compuesto por el 94.67% blancos, el 0.48% eran afroamericanos, el 0.18% eran amerindios, el 1.69% eran asiáticos, el 0% eran isleños del Pacífico, el 0.88% eran de otras razas y el 2.1% pertenecían a dos o más razas. Del total de la población el 5.26% eran hispanos o latinos de cualquier raza.